# Windbeutel

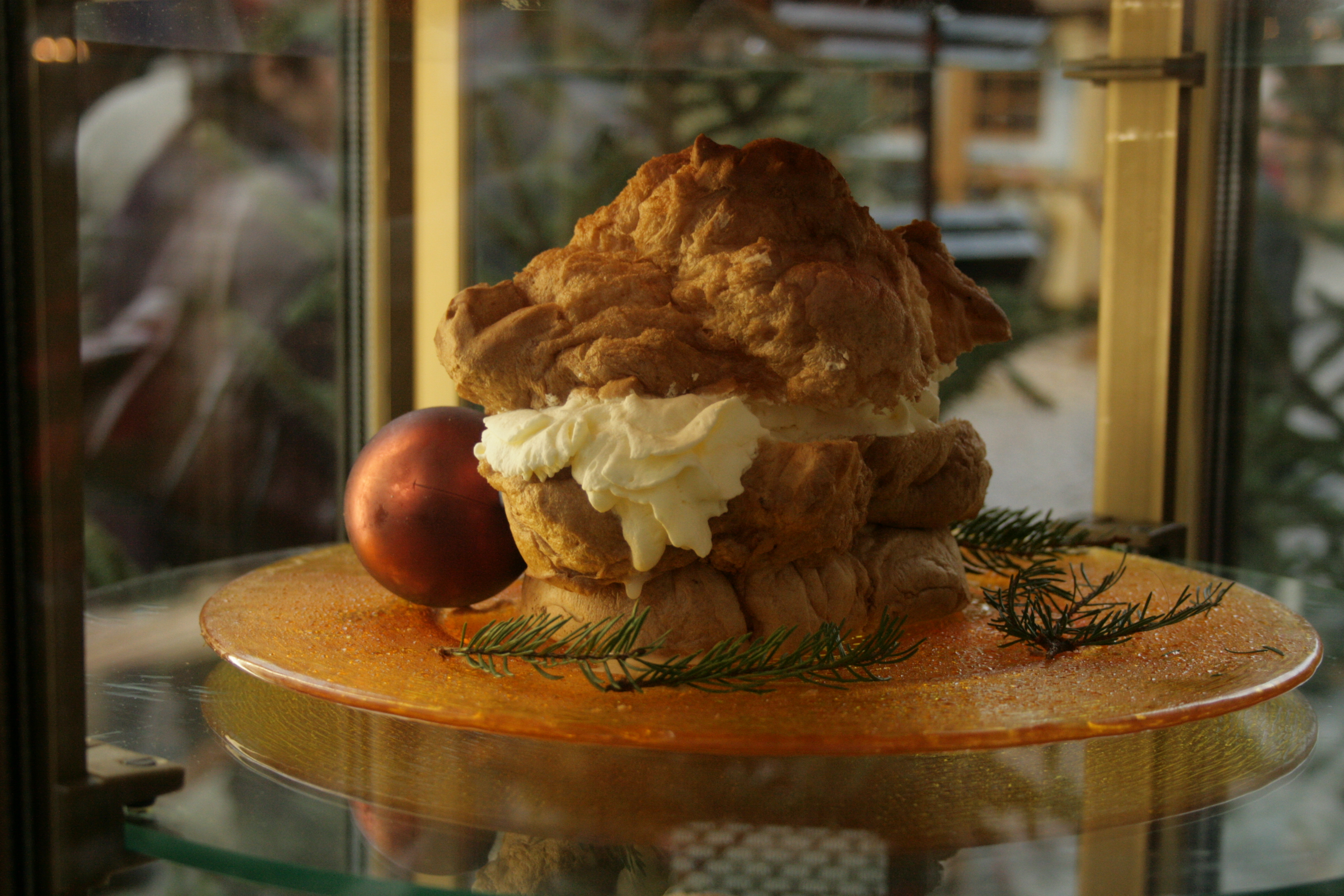
Riesenwindbeutel o lo que es lo mismo Windbeutel de gran tamaño (de 25 cm de diámetro).

Windbeutel (Denominado también como Ofenküchlein en Suiza) es un pastel elaborado con una masa denominada pasta choux y que se rellena por su interior con abundante nata batida o crema de vainilla, o en algunas ocasiones con compota de frutas. Los rellenos no sólo pueden ser dulces, existen variantes que incluyen queso fresco aromatizado con hierbas, queso quark, rebanadas de embutido, etc. 

## Variantes
Los pequeños Windbeutel de apenas unos centímetros de diámetro se denominan profiteroles y son muy celebrados en diversas partes de Europa.